# Internationale Universität Xi’an
Die Internationale Universität Xi’an (kurz: XAIU; englisch: Xi’an International University; chinesisch: 西安外事学院; pinyin: xī'ān wàishì xuéyuàn) ist eine vom chinesischen Bildungsministerium akkreditierte, gemeinnützige, allgemeine Privatuniversität in Xi’an, Shaanxi, China.
Die Universität wurde 1992 gegründet. Der Campus umfasst eine Fläche von 1,26 Millionen Quadratmetern. Die Uni hat etwa 20.000 Studenten, sowie mehr als 1.700 Mitarbeiter. Die XAIU gliedert sich in 8 Fakultäten und 67 Fachrichtungen. 2020 hatte die XAIU mehr als 200.000 Absolventen.

## Geschichte
Die Internationale Universität Xi’an wurde 1992 gegründet und war ursprünglich eine Schule für Weiterbildung. Mit Genehmigung des Bildungsministeriums der Provinz Shaanxi wurde das College 1996 zu einer der ersten privaten akademischen Einrichtungen in der Provinz Shaanxi, die Diplome durch Prüfung verleihen durften.
Im Mai 2000 wurde die XAIU mit Zustimmung der Volksregierung der Provinz Shaanxi eine berufsbildende Schule.
Im März 2005 wurde die XAIU mit Genehmigung des chinesischen Bildungsministeriums eine Hochschule und wurde offiziell in Xi’an International University (Chinesisch: 西安外事学院) umbenannt. Im Juni 2009, 4 Jahre nachdem sich die ersten Studenten für die ersten Bachelor-Studiengänge eingeschrieben hatten, wurde die Xi’an International University erfolgreich an ihre neue Rolle angepasst und erhielt das Recht, Bachelorabschlüsse zu vergeben.
Im Mai 2009 gründete die XAIU außerdem das “College of Entrepreneurship” (Chinesisch: 创业学院), das erste College für Unternehmertum, das von einer privaten Universität in China gegründet wurde. Im Jahr 2010 richtete die Universität eine Ausbildungsplattform für Studenten ein, um einen Master-Abschluss in „Business Administration and Entrepreneurship“ zu erhalten.
Im Jahr 2014 gründete die XAIU die „Qi-Fang-Akademie für klassisches Lernen“ (七方书院). Die Akademie unterrichtet eine Kombination aus Theorie und Praxis. Sie bietet moralische Bildung, postgraduale Ausbildung und Ausbildung im Bereich der freien Künste. Die Qi-Fang-Akademie arbeitet mit verschiedenen Parteigruppen, Verbänden, Campus-Kultur, Karriereplanung usw. zusammen, um das Selbstmanagement der Studenten weiter zu fördern.
Im Jahr 2017 eröffnete die Xi’an International University ein neues Sportzentrum mit einer Fläche von mehr als 50.000 Quadratmetern und ist damit eine der größten Mehrzweck-Sportstätten im Nordwesten Chinas.
Am 6. Januar 2020 gründete die XAIU die „Laozi-Akademie“ (老子学院), um die traditionelle chinesische Kultur zu vermitteln. Die Laozi-Akademie ist die erste traditionelle Akademie für kulturelle Bildung in einem nach Laozi benannten College der zweiten Ebene. Die Akademie hat sieben Abteilungen: die Abteilung für Chinesische Studien, die Abteilung für chinesische Malerei, die Abteilung für chinesische Musik, die Abteilung für Kalligraphie, die Abteilung für Wushu, die Abteilung für Teekunst und die Abteilung für Schachkunst.

## Campus Kultur

### Werte
|        | Werte |
| ------ | --- |
| Vision | „Lernen ohne Unterscheidung zwischen Alt und Jung; Schuleinrichten ohne Unterscheidung zwischen Groß und Klein; Lehren ohne Unterscheidung der sozialen Ränge der Studierenden zwischen Hoch und Niedrig; Ausbildung ohne Unterscheidung der Staatsangehörigkeiten zwischen Ausländern und Einheimischen“ |
| Motto  | „Einen Fisch in einen Drachen verwandeln.“ (化鱼成龙) |
| Ethos  | „Engagierte Arbeit, Dankbarkeit und Engagement.“ |

### Motto und Legende
Das Motto 化鱼成龙 (Einen Fisch in einen Drachen verwandeln) ist der Geist der Campus-Kultur. Der Legende nach verwandelte sich ein Fisch in einen Drachen im Yuhua-See, wo sich heute der Campus befindet.
Der Legende nach kann jeder hier das Schicksal ändern und Erfolg haben.

## Internationale Universität
Als eine der ersten privaten Hochschulen und Universitäten in der Provinz Shaanxi, die für die Durchführung internationaler kooperativer Bildung und internationaler Studentenausbildung zugelassen wurden, baute die Uni Kooperations- und Austauschbeziehungen mit mehr als 100 bekannten Universitäten in Großbritannien, den USA, Kanada, Ungarn, Südkorea, Japan, Russland und anderen Ländern auf.
Seit 2004 kommen jährlich Hunderte von Studenten aus der ganzen Welt zur XAIU, insgesamt wurden mehr als 1.500 Personen ausgebildet. Gleichzeitig werden jedes Semester Sprachkurse der Stufen 1 bis 6 des chinesischen Eignungstests (HSK) abgehalten und Studenten aufgenommen.

## Akademische Forschung
Seit 2016 gehört die Internationale Universität Xi’an, betreffend Anzahl der auf Provinzebene oder darüber hinaus durchgeführten wissenschaftlichen Forschungsprojekte und der Anzahl der in SCI, SSCI, EI und Kernzeitschriften veröffentlichten Artikel, zu den besten Universitäten derselben Art, und mit der Anzahl an Patentautorisierungen belegte sie unter den Universitäten in der Provinz Shaanxi den 15. Platz.
Das Private Education Research Center erhielt eine Reihe nationaler, provinzieller und kommunaler Ehrentitel und Auszeichnungen, darunter das „Nationale Fortgeschrittenenkollektiv des Bildungssystems“ des Bildungsministeriums, sowie viermal vom chinesischen Hochschulverband den Titel „National Excellent Research Institutions“.
Die Universität hat:
- mehr als 70 solcher Themen bearbeitet
- mehr als 40 Vorschläge der nationalen, regionalen und kommunalen Regierung sowie Forschungs- und Konsultationsberichte verfasst
- 20 Bücher wie „Denken und Praxis der chinesischen Privatbildung“ veröffentlicht[15]
- 9 internationale Foren und nationale akademische Konferenzen abgehalten.

### Forschungsinstitute
- Qifang Education Research Institute: Wichtiger Forschungsstützpunkt für Philosophie und Sozialwissenschaften unter den Universitäten der Provinz Shaanxi[16]
- Shaanxi International Technology Cooperation Base: Gemeinsame Forschungsstelle „Belt and Road“ International Land Port Logistics
- Shaanxi Freihandelszone[17]
- Institut für Life Science
- Institut für Innovation und Unternehmertum
- Forschungszentrum für Intelligente Regelungstechnik